# حادث قطار باد آيبلينغ 2016

خريطة ألمانيا توضح مكان الحادث

حادث قطار باد آيبلينغ 2016 هو حادث وقع يوم الثلاثاء 9 فبراير 2016 في باد آيبلينغ، بافاريا في جنوب شرق ألمانيا عندما إصدم قطاران وجهاً لوجه مما نتج عنه وفاة تسعة أشخاص على الأقل وإصابه 100 شخص 55 منهم حالته حرجة.

## الحادث
وقع الحادث في الساعة 6:48 بتوقيت وسط أوروبا (05:48 التوقيت العالمي) صباحاً مما أدى لقتل 9 أشخاص وجرح حوالي 100 شخص خمس عشرة بحالة خطيرة و50 بحالة حرجة.
حدث في مسار فردي في سكة مانغ فال فالي قريباً لأعمال المجاري. كلا القطارين كانوا من نوع ستادلر فليرت بـ3 وحدات وقع على منعطف بين محطتي كولبرمور وباد أيبلينج بارك. يقع الموقع بين منطقة غابة وقناة مانغ فال. تم اخلاء الناس بواسطة القوارب عبر نهر مانغ فال للضفة المعاكسة. أكثر من 700 شخص من وحدات اللإنقاء حضروا. أستخدمت طائرات الهليكوبتر من ألمانيا والنمسا لنقل الجرحى.
عندما اصطدم القطارين ببعضهما عدة اشخاص قتلوا وعدد كبير جرح. سائقي وحراس القطارين كانوا من بين هؤلاء القتلى.

## التحقيق
فتحت وكالة تحقيقات حوادث القطارات الألمانية تحقيقاً برقم 04/2016 لمعرفة ملابسات الحادث.